# Friction (travhäst)
Friction, född 27 juni 2007 i Enköping i Uppsala län, är en svensk varmblodig travhäst. Han tränades av sin uppfödare och ägare Stefan Melander.
Friction tävlade åren 2010–2015 och sprang in 4,3 miljoner kronor på 91 starter varav 17 segrar, 10 andraplatser och 11 tredjeplatser. Han inledde karriären i maj 2010 med tre raka segrar. Bland hans främsta meriter räknas segrarna i Bronsdivisionens final (feb, april 2012), Silverdivisionens final (juni 2012), Jubileumspokalen (2012) och Gulddivisionens final (nov 2012). Med tio V75-segrar under säsongen 2012 blev han årets segerrikaste häst inom V75.